# Norrahammars distrikt
Norrahammars distrikt är ett distrikt i Jönköpings kommun och Jönköpings län. 
Distriktet ligger i och omkring Norrahammar, sydväst om Jönköping. 

## Tidigare administrativ tillhörighet
Distriktet inrättades 2016 och utgörs av området som till 1971 utgjorde Norrahammars köping som före 1943 utgjorde Sandseryds socken.
Området motsvarar den omfattning Norrahammars församling hade vid årsskiftet 1999/2000.